# Rung ngẫu nhiên
Trong kỹ thuật cơ khí, rung ngẫu nhiên là chuyển động không xác định, có nghĩa là hành vi tương lai không thể được dự đoán chính xác. Sự ngẫu nhiên là một đặc trưng của kích thích hoặc đầu vào, không phải là mode shapes hoặc tần số tự nhiên. Một số ví dụ phổ biến bao gồm đi xe ô tô trên đường, chiều cao sóng trên mặt nước hoặc tải trọng gây ra trên cánh máy bay trong khi bay. Đáp ứng kết cấu với dao động ngẫu nhiên thường được xử lý bằng cách sử dụng các phương pháp thống kê hoặc xác suất. Trong thuật ngữ toán học, độ rung ngẫu nhiên được mô tả như ergodic và stationary process.
Phép đo mật độ phổ gia tốc (ASD) là cách thông thường để xác định độ rung ngẫu nhiên. Gia tốc vuông trung bình gốc (Grms) là căn bậc hai của khu vực dưới đường cong ASD trong miền tần số. Giá trị Grms thường được sử dụng để biểu diễn năng lượng tổng thể của một sự kiện rung ngẫu nhiên cụ thể và là một giá trị thống kê được sử dụng trong kỹ thuật cơ khí cho mục đích thiết kế và phân tích cấu trúc.

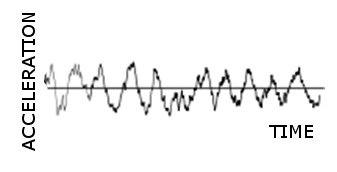
Typical Random Vibration in the time domain

 Trong khi thuật ngữ mật độ phổ công suất (PSD) thường được sử dụng để xác định một sự kiện rung ngẫu nhiên, ASD là thích hợp hơn khi gia tốc được đo và được sử dụng trong phân tích cấu trúc và thử nghiệm.

## Thử nghiệm rung ngẫu nhiên
Có thể thiết lập các thông số thử nghiệm từ các phép đo môi trường thực tế bằng cách sử dụng một đường bao ASD hoặc tiêu chuẩn tương đương thiệt hại mệt mỏi (Extreme response spectrum và Fatigue damage spectrum). Thử nghiệm rung ngẫu nhiên là một trong những loại dịch vụ thử nghiệm rung động phổ biến hơn được thực hiện bởi các phòng thí nghiệm kiểm tra độ rung. Một số tiêu chuẩn kiểm tra độ rung ngẫu nhiên phổ biến hơn là MIL-STD-810, RTCA DO-160 và IEC 60068-2-64.